# Sonja Greinacher

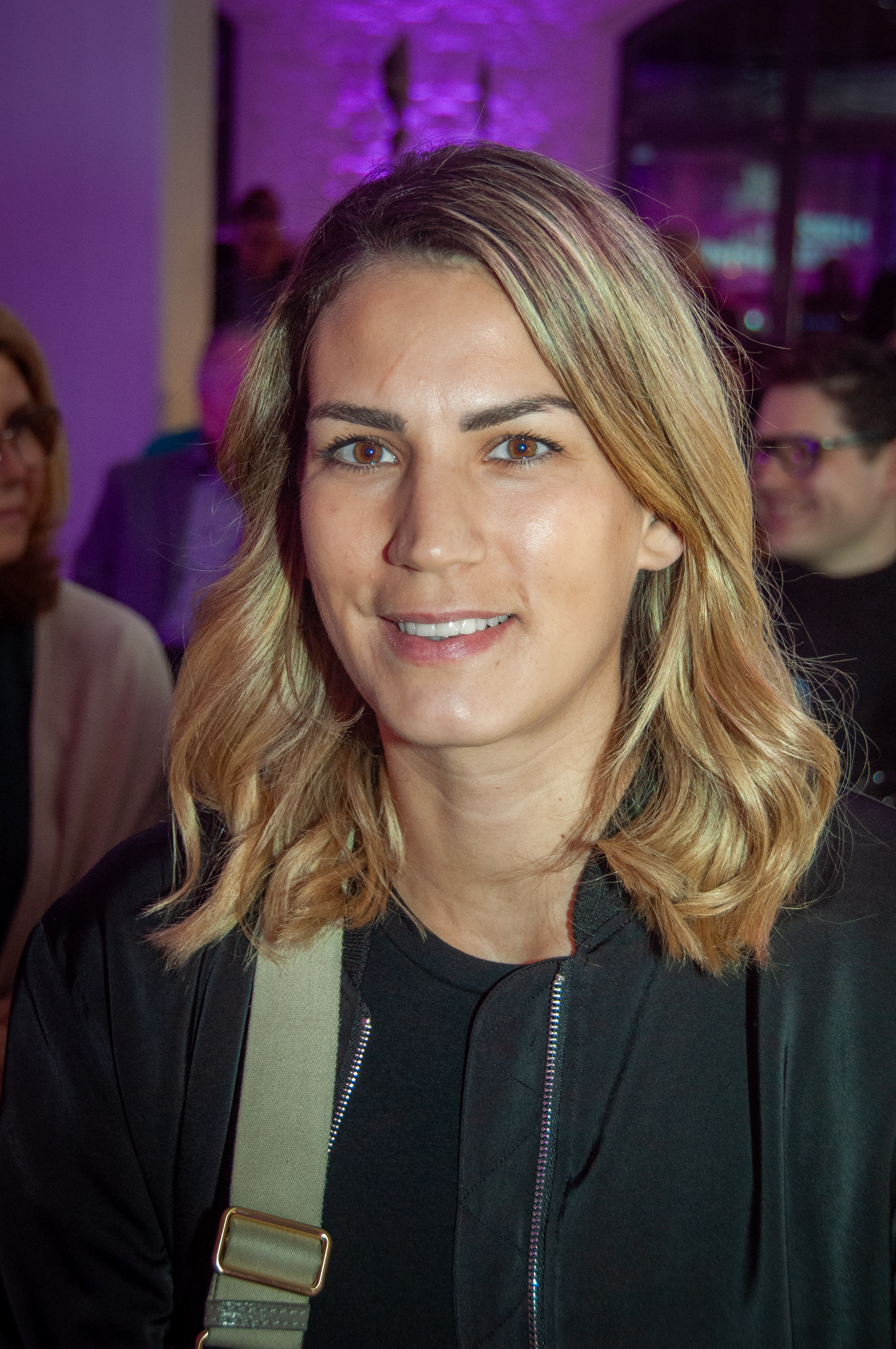
Sonja Greinacher beim 25. Geburtstag des Deutschen Sport- und Olympiamuseums in Köln (2024)

Sonja Greinacher (* 1. Juli 1992 in Essen) ist eine deutsche Basketballnationalspielerin. Sie wurde bei den Olympischen Sommerspielen 2024 in Paris Olympiasiegerin mit der deutschen 3×3-Basketballnationalmannschaft der Damen.

## Laufbahn
Erste Station ihrer Basketballkarriere war der ETB SW Essen, mit welchem sie 2007 den Titel des Deutschen Meisters der U16 errang. Mit der U16-Nationalmannschaft feierte sie bei der B-Europameisterschaft 2007 den Wiederaufstieg von der B- in die A-Gruppe.
2008 ging sie an die Willamette Highschool in Oregon. Dort gewann sie den Meistertitel im Bundesstaat Oregon und wurde als beste Spielerin (MVP) der Endrunde ausgezeichnet.
2009 wechselte sie zum deutschen Verein New Basket Oberhausen, wo sie bei durchschnittlich 16 Minuten Spielzeit 6 Punkte sowie 4 Rebounds pro Spiel erzielte. Mit der U18-Auswahl des DBB fuhr sie zur Europameisterschaft, bei der sie mit 14,4 Punkten und 10,1 Rebounds erfolgreich war.
Zur Spielzeit 2011/2012 wechselte sie in die USA zu den Gonzaga Bulldogs, dem Team der Gonzaga University (Spokane, Washington), bei dem sie in 34 Spielen eingesetzt wurde. Mit Gonzaga schaffte sie den Einzug ins NCAA Tournament, wozu sie bei einer Einsatzzeit von elf Minuten pro Spiel mit durchschnittlich vier Punkte und zwei Rebounds beitrug.
2011 wurde die 1,88 m große Spielerin erstmals vom damaligen Bundestrainer Andreas Wagner in den A-Nationalmannschaftskader der deutschen Damen-Basketballnationalmannschaft berufen.
2013 und 2014 wurde sie mit den Gonzaga Bulldogs Meister in der West Coast Conference, wobei sie 2013 mit zwölf Punkten im Endspiel gegen die Toreros (University of San Diego, Kalifornien) einen großen Anteil hatte. In der Saison 2013/2014 wurde sie zur wertvollsten Spielerin der West Coast Conference gewählt. Ebenfalls 2014 wurde sie von Bundestrainerin Alexandra Maerz erneut in den A-Nationalmannschaftskader berufen. Bis zum Ende der Spielzeit 2014/15 bestritt Greinacher insgesamt 135 Partien für Gonzaga und erzielte im Durchschnitt 9,8 und 4,6 Rebounds je Begegnung.
Zwischen 2015 und 2017 spielte sie beim Herner TC in der Bundesliga, wobei die Saison 2015/16 den statistischen Werten nach mit 15,3 Punkten, 7,2 Rebounds sowie 1,1 geblockten Würfen das persönlich erfolgreichere der beiden Jahre für sie war, in dem sie vom Internetdienst eurobasket.com als beste deutsche Bundesliga-Spielerin der Saison ausgezeichnet wurde.
Im Spieljahr 2017/18 stand Greinacher beim polnischen Erstligisten Wislau Krakau unter Vertrag und nahm mit der Mannschaft auch an der Euroleague teil. Sie wechselte in der Sommerpause 2018 innerhalb der Liga zu Basket 90 Gdynia. Im August 2019 wurde sie deutsche Meisterin in der Basketballspielart 3×3. 2021 errang Greinacher mit Gdynia den Titel der polnischen Meisterin. Danach widmete sie sich hauptsächlich dem 3×3-Basketball und spielte auch für die deutsche Nationalmannschaft dieser Spielart.
In der herkömmlichen Spielart (5-gegen-5) wurde Greinacher 2023 mit der DBB-Auswahl Sechste der Europameisterschaft. Bei den Olympischen Sommerspielen 2024 in Paris gewann Greinacher mit der deutschen 3×3-Basketballnationalmannschaft die Goldmedaille. Im Endspiel gegen Spanien war sie mit fünf Punkten die beste Korbschützin der Deutschen. Nach Abschluss des Wettbewerbs wurde sie zur wertvollsten Spielerin des Turniers gewählt. Mit 56 erzielten Punkten war sie zudem die erfolgreichste Korbjägerin des Turniers. Für den Erfolg bei den Olympischen Sommerspielen 2024 in Paris wurde sie – wie alle anderen deutschen Medaillengewinner – am 4. November 2024 vom Bundespräsidenten mit dem Silbernen Lorbeerblatt ausgezeichnet.